# 公安委員會
公安委員會（日语：／ Kō'an-i'inkai */?）是日本政府為了維護警察的中立性、公正性而設置之用以管理警察的合議制機關。各都道府縣皆有設置公安委員會，直屬於縣市首長。國家層級則有國家公安委員會（《地方自治法》第180條之9、《警察法》第38條），其委員由首相舉薦、經國會同意任免。

## 權限
都道府縣公安委員會，在都道府縣知事的管轄下被設置。（日本《警察法》第38條第1項）
公安委員會是管理警察的組織，對警察進行監督。但沒有對警察直接指揮命令的權限。
依兵庫縣公安委員會網頁，其處理事務包括：駕照、交通管理、風化業者的管理、槍砲類之管理。兵庫縣公安委員會有5名委員，2位是公司董事、1位律師、1位牙醫、1位大學名譽教授。

## 下部組織
- 警視廳（東京都）、警察本部（道府縣）、（北海道）-方面本部、政令指定都市的府縣市-警察部
- 要擔任警視廳上級職務的「警視總監」、府縣警察本部上級職務的「警察本部長」，都必須經過都道府縣公安委員會的同意及國家公安委員會的任命，才能正式任用；不過，警視總監還須經過首相的同意，方能任用。